# Боботі (Мартвильський муніципалітет)
Боботі (груз. ბობოთი) — село в Грузії.
За даними перепису населення 2014 року в селі проживає 539 особи.